# Rio Roe
Roe é o menor rio do mundo, que corre entre um imenso depósito de água doce nos arredores da cidade de Great Falls, estado de Montana, Estados Unidos, e o rio Missouri, possuindo apenas 61 metros de comprimento contínuo.
Uma campanha bem sucedida para reconhecer o Roe como menor rio do mundo no Guiness Book of Records partiu de estudantes da Lincoln Elementary School, em Great Falls. Antes dele, o rio D, no estado de Oregon, era considerado o menor do mundo, com cerca de 150 metros. O título foi perdido em 1989 quando o Guiness reconheceu o rio Roe.